# Уланов, Игорь Сергеевич
И́горь Серге́евич Ула́нов (род. 1 октября 1969, Краснокамск, Пермская область) — советский и российский хоккеист, защитник, после завершения карьеры — тренер. Имеет также гражданство Канады.

## Биография
Вырос в семье рабочих: мать работала на бумажной фабрике, отец всю жизнь шофёром. Ходил в лыжную секцию, секцию самбо. Хоккеем занимался в спортивном спецклассе. В 14 лет тренер Александр Сергеевич Вострецов показал Уланова своим коллегам в Перми, куда Уланов стал каждый день ездить из Краснокамска. Перед призывом в армию отыграл в сезоне 1986/1987 6 игр за взрослую команду «Молот» (Пермь). Во время службы в армии играл за СКА (Свердловск).
В 1990 году подписал контракт с «Химиком». В 1991 году после успешного турне «Химика» по Северной Америке поставлен на драфт командой «Виннипег Джетс».
Под 1992 год в составе олимпийской сборной поехал на серию матчей против сборной Канады, после которых перешёл в «Виннипег». В команде сразу зарекомендовал с лучшей стороны и играл постоянно в основной команде.
После 1995 года несколько раз был обменян между клубами НХЛ. В 1998 году оказался в «Монреаль Канадиенс».
В 2006 году после долгой карьеры в НХЛ переехал в Россию, выступал за «Локомотив» (Ярославль) (2006—2008). В сезоне 2008/09 выступал за «Динамо» (Минск).
29 сентября 2017 года вошёл в тренерский штаб «Югры», которую возглавил Анатолий Емелин.

## Статистика
Последнее обновление: 30 июля 2013 года

### Клубная карьера
```
                                            
                                            --- Regular Season ---  ---- Playoffs ----
Season   Team                        Lge    GP    G    A  Pts  PIM  GP   G   A Pts PIM
--------------------------------------------------------------------------------------
1985-86  Perm Molot                  Rus-1   6    0    0    0    2
1986-87  Perm Molot                  Rus-1   1    0    0    0    0
1987-88  Perm Molot                  Rus-1  67    4    1    5   76
1990-91  Voskresensk Khimik          Russi  41    2    2    4   52
1991-92  Moncton Hawks               AHL     3    0    1    1   16  --  --  --  --  --
1991-92  Winnipeg Jets               NHL    27    2    9   11   67   7   0   0   0  39
1991-92  Voskresensk Khimik          Russi  27    1    4    5   24
1992-93  Moncton Hawks               AHL     9    1    3    4   26  --  --  --  --  --
1992-93  Winnipeg Jets               NHL    56    2   14   16  124   4   0   0   0   4
1992-93  Fort Wayne Komets           IHL     3    0    1    1   29  --  --  --  --  --
1993-94  Winnipeg Jets               NHL    74    0   17   17  165  --  --  --  --  --
1994-95  Winnipeg Jets               NHL    19    1    3    4   27  --  --  --  --  --
1994-95  Washington Capitals         NHL     3    0    1    1    2   2   0   0   0   4
1995-96  Indianapolis Ice            IHL     1    0    0    0    0  --  --  --  --  --
1995-96  Chicago Blackhawks          NHL    53    1    8    9   92  --  --  --  --  --
1995-96  Tampa Bay Lightning         NHL    11    2    1    3   24   5   0   0   0  15
1996-97  Tampa Bay Lightning         NHL    59    1    7    8  108  --  --  --  --  --
1997-98  Tampa Bay Lightning         NHL    45    2    7    9   85  --  --  --  --  --
1997-98  Montreal Canadiens          NHL     4    0    1    1   12  10   1   4   5  12
1998-99  Montreal Canadiens          NHL    76    3    9   12  109  --  --  --  --  --
1999-00  Montreal Canadiens          NHL    43    1    5    6   76  --  --  --  --  --
1999-00  Edmonton Oilers             NHL    14    0    3    3   10   5   0   0   0   6
2000-01  Edmonton Oilers             NHL    67    3   20   23   90   6   0   0   0   4
2001-02  Hartford Wolf Pack          AHL     6    1    1    2    2  --  --  --  --  --
2001-02  New York Rangers            NHL    39    0    6    6   53  --  --  --  --  --
2001-02  Florida Panthers            NHL    14    0    4    4   11  --  --  --  --  --
2002-03  Florida Panthers            NHL    56    1    1    2   39  --  --  --  --  --
2002-03  San Antonio Rampage         AHL     5    1    0    1    4  --  --  --  --  --
2003-04  Toronto Roadrunners         AHL    10    0    5    5    8  --  --  --  --  --
2003-04  Edmonton Oilers             NHL    42    5   13   18   28  --  --  --  --  --
2005-06  Edmonton Oilers             NHL    37    3    6    9   29  --  --  --  --  --
2006-07  Yaroslavl Lokomotiv         Russi  32    0    5    5   36   7   1   3   4  20
2006-07  Yaroslavl Lokomotiv         Russi  30    1    5    6   56  --  --  --  --  --
2008-09  Minsk Dynamo                KHL    36    1    4    5  126  --  --  --  --  --
--------------------------------------------------------------------------------------
         NHL Totals                        739   27  135  162 1151  39   1   4   5  84

```

### В сборной
| Год                  | Сборная              | Турнир               | Место                |   | И | Г | П | О  | Штр |
| -------------------- | -------------------- | -------------------- | -------------------- | - | - | - | - | -- | --- |
| 1994                 | Россия               | ЧМ                   | 5                    | 6 | 1 | 0 | 0 | 20 |     |
| 1996                 | Россия               | КМ                   | 4                    | 1 | 0 | 0 | 0 | 4  |     |
| Всего (осн. сборная) | Всего (осн. сборная) | Всего (осн. сборная) | Всего (осн. сборная) | 7 | 1 | 0 | 1 | 24 |     |

### Главный тренер
| Команда      | Турнир-сезон | Регулярный сезон | Регулярный сезон | Регулярный сезон | Регулярный сезон | Регулярный сезон | Регулярный сезон | Регулярный сезон | Регулярный сезон | Плей-офф | Плей-офф | Плей-офф  |
| Команда      | Турнир-сезон | И                | В                | ВО/ВБ            | Н                | ПО/ПБ            | П                | О                | Результат        | В        | П        | Результат |
| ------------ | ------------ | ---------------- | ---------------- | ---------------- | ---------------- | ---------------- | ---------------- | ---------------- | ---------------- | -------- | -------- | --------- |
| Автомобилист | КХЛ 2012-13  | 32               | 4                | 0                | -                | 10               | 18               | 22               | 12-е на Востоке  | -        | -        | -         |
| Спартак      | КХЛ 2018-19  | 22               | 5                | 2                | -                | 2                | 13               | 19               | 7-е на Западе    | 2        | -        | -         |